# Château de Werdenberg
Le château de Werdenberg est situé sur la commune de Grabs, dans le bourg de Werdenberg dans le canton de Saint-Gall à l'est de la Suisse.
Il fait partie de l'Inventaire suisse des biens culturels d'importance nationale et régionale.

## Description

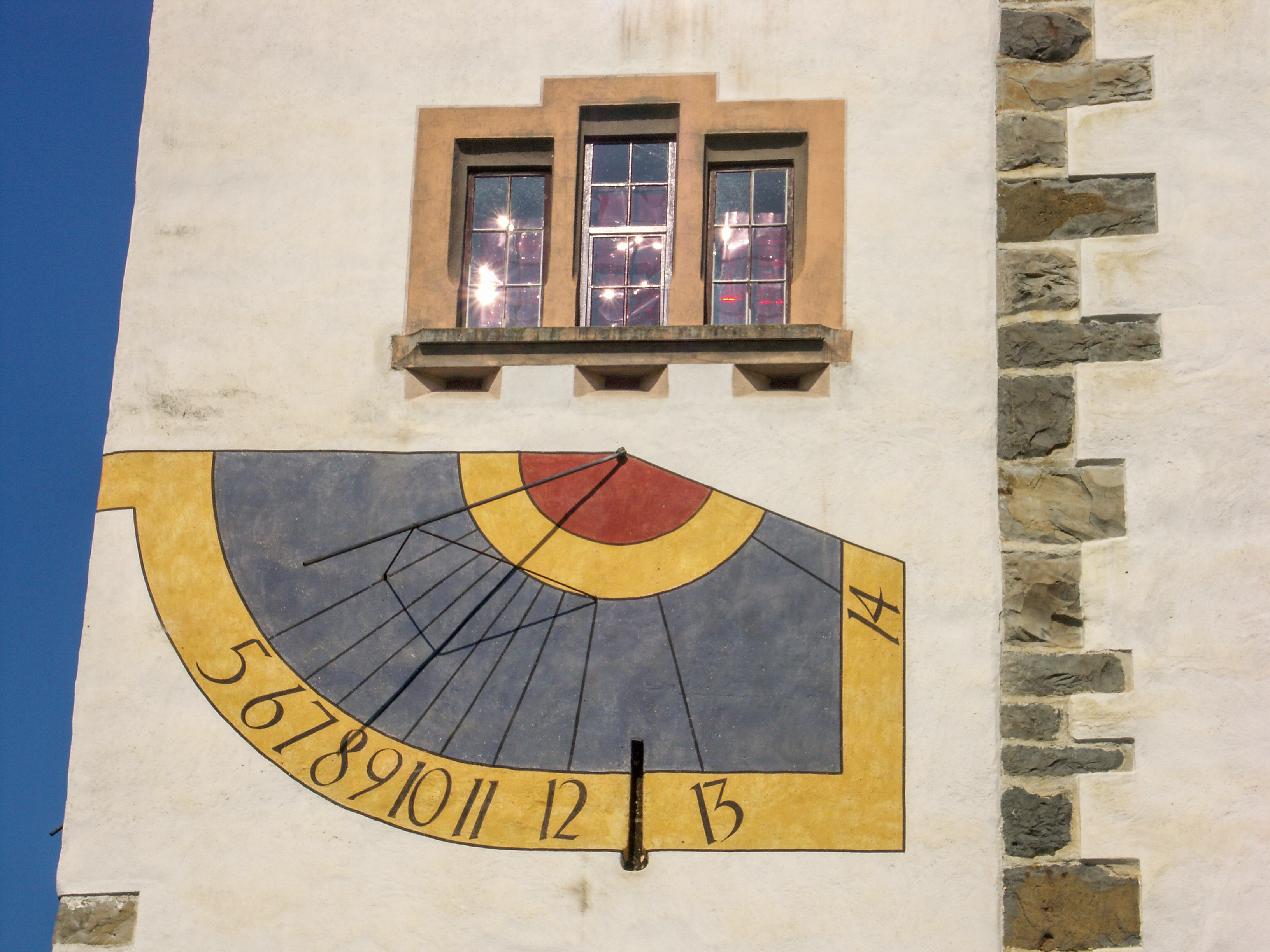
Cadran solaire sur la façade du château de Werdenberg.

## Historique
Le château a été construit en 1228.